# Карней (острів)
Карней (англ. Carney Island) — острів у Південному океані, розташований між островами Сайпл та Райт, біля берегів Земля Мері Берд. Острів має площу 8 500 км² та повністю вкритий льодом.

## Історія
Острів названий на честь американського адмірала Роберта Карні, що командував морськими операціями під час Міжнародного геофізичного року у 1957-1958 роках. Хоча острів потрапляє під дії Договору про Антарктику, територіальні претензії на нього пред'явила віртуальна мікронація князівство Вестарктика.